# Jambes
Jambes (wa. Djambe) – dzielnica (section) miasta Namur w Belgii, w Regionie Walońskim, w prowincji Namur, w okręgu Namur. 1 stycznia 2020 roku liczyła 19 774 mieszkańców. Do 31 grudnia 1976 r. samodzielna gmina. Leży nad Mozą.  

## Demografia
Liczba mieszkańców, stan na 1 stycznia:
| Rok                | 1930 | 1947 | 1961   | 2020   |
| ------------------ | ---- | ---- | ------ | ------ |
| Liczba mieszkańców | 7954 | 9640 | 13 108 | 19 774 |